# ARN ribosomique 28S

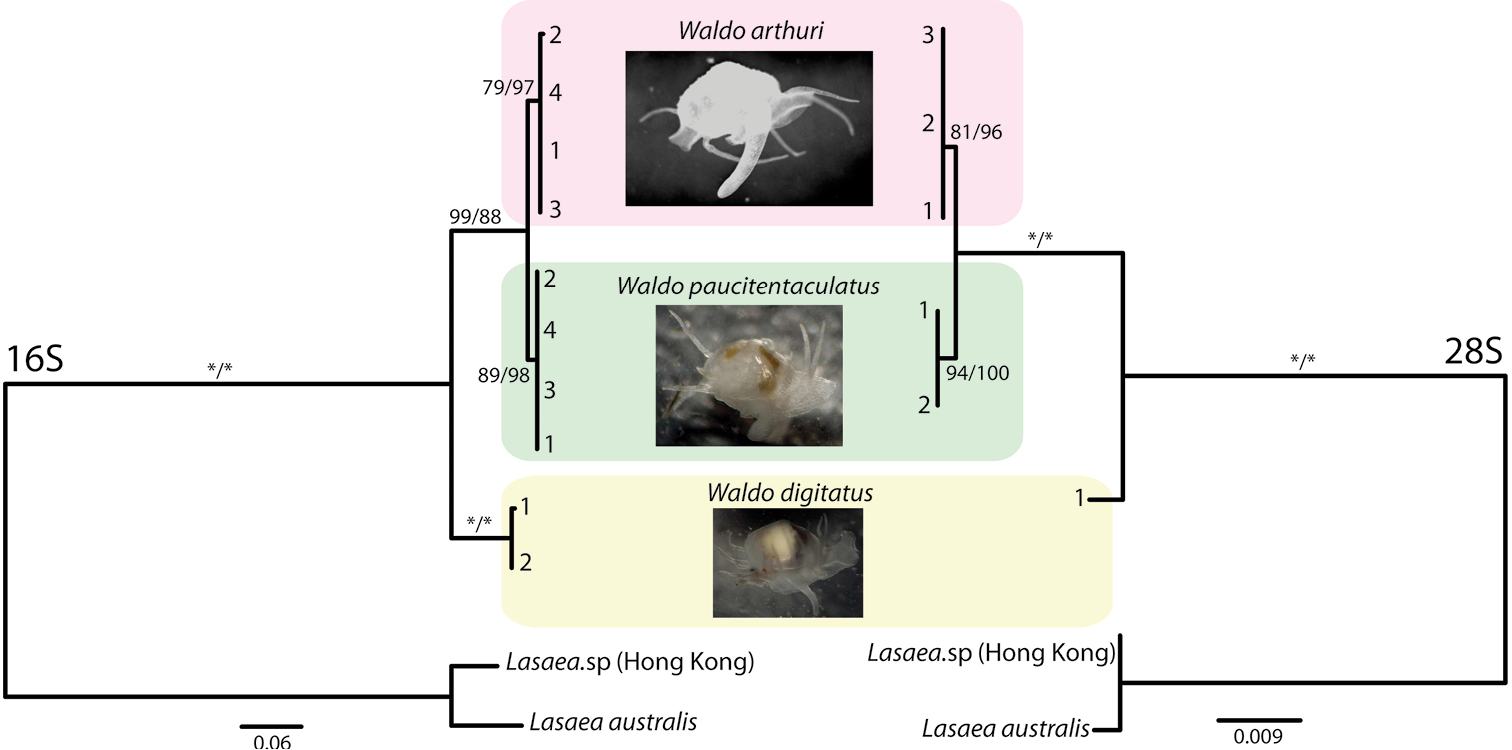
Phylogénie de trois espèces du genre Waldo selon l'ARN ribosomique 16S et 28S.

L'ARN ribosomique 28S est le principal ARN ribosomique constituant la grande sous-unité 60S des ribosomes d'eucaryotes. Chez l'homme, il est constitué de 5 070 nucléotides. Il s'agit d'un ribozyme ayant une activité peptidyl-transférase permettant la formation de liaisons peptidiques entre deux acides aminés durant la protéogenèse. Son équivalent chez les procaryotes est l'ARN ribosomique 23S de la grande sous-unité 50S des ribosomes de procaryotes.
Les gènes codant cet ARN sont appelés « ADNr 28S » (28S rDNA en anglais) ; ils peuvent être utilisés pour reconstruire l'arbre phylogénétique de certaines espèces.  